# Manduca jordani
Espèce
Manduca jordani  est une espèce de papillons de nuit de la famille des Sphingidae, de la sous-famille des Sphinginae et de la tribu des Sphingini.

## Distribution et habitat
Distribution
L'espèce est connue en Argentine et en Bolivie.

## Systématique
- L'espèce Manduca jordani a été décrite par l'entomologiste Eugenio Giacomelli en 1912 sous le nom initial de Protoparce jordani.

### Synonymie
- Protoparce jordani Giacomelli en 1912 Protonyme